# Champaubert
Champaubert település Franciaországban, Marne megyében. Lakosainak száma 123 fő (2022. január 1.). Champaubert La Caure, Baye, La Chapelle-sous-Orbais, Congy és Fromentières községekkel határos.

## Népesség
A település népességének változása:
| Lakosok száma | 152  | 110  | 111  | 134  | 139  | 131  | 121  | 122  | 122  | 123  |
|               | 1968 | 1982 | 1990 | 2006 | 2013 | 2015 | 2017 | 2019 | 2020 | 2022 |